# 毛发唐松草
毛发唐松草（学名：Thalictrum trichopus）为毛茛科唐松草属下的一个种。

## 扩展阅读
- 維基物種上的相關：毛发唐松草